# Palazzo Magnini
Il Palazzo Magnini di Taranto è uno dei palazzi del Borgo Nuovo della città. Fu costruito agli inizi del Novecento dall'On. Milziade Magnini, personaggio politico di spicco durante il periodo fascista, nonché proprietario della omonima collezione esposta presso il Museo regionale della Ceramica di Deruta (PG). L'ingresso del palazzo si trova in viale Virgilio.

## Descrizione
La particolarità dell'edificio è tutta nello stile Gotico Veneziano o Fiorito della facciata, che ricorda gli edifici veneziani di tutto il Secolo XIV e metà del Secolo XV. Sul prospetto esterno è possibile notare una torretta angolare dotata di merlature e rivestita in carparo, nella quale si aprono tre trifore sovrapposte lungo tre livelli, caratterizzate da colonne tortili. Sempre sul prospetto principale è possibile distinguere una fila di bifore ed una trifora immediatamente sopra il portale, in asse con quest'ultimo, caratterizzate anch'esse da colonne tortili e recanti nella lunetta superiore una decorazione su fondo blu.